# Cupa Mitropa 1936
Ediția a X-a a Cupei Mitropa 1936, avea să reprezinte cel mai important pas, privind extindere competiției pe continentul european.  Italienii și cehii erau în favoarea extinderii dorind sa accepte participare cluburilor din România și Iugoslavia, oficiali austieci și maghiari s-au opus ideii. Și totuși în anul  1936 se ajunge la un compromis prin acceptarea echipelor din Elveția, dar echipele din țara cantoanelor aveau o serie de condiții. Cele mai bune 4 cluburi elevețiene trebuiau să joace un meci preliminar de calificare cu echipele aflete pe locul 4 în Campionatele Italiei, Ungariei, Austriei și Cehoslovaciei. De altfel s-a decis ca 40% din veniturile de a fiecare meci( minim 3000 de franci elvețieni) să meargă la echipa oaspete. Printre condiții mai figurau: să aibă o zi fixă pentru meciuri, terenuri de iarbă și garduri de sârmă pentru spectatori. În urma diputării meciurilor din runda preliminară toate echipele din Elveția au fost eliminate.
Finala Cupei Mitropa 1936 s-a disputat între FK Austria Viena și AC Sparta Praga. Pentru cehi era cea de a patra finală și păreau favoriți după ce remizase în manșa tur de la Viena. În returul de la Praga vienezii s-au impus la limită cu scorul de 1-0.

## Echipele participante pe națiuni
| Austria      | Fußballklub Austria Wien Sportklub Admira Viena First Vienna Football Club 1894 Sportklub Rapid Viena                          |
| Italia       | Bologna Associazione Gioco Calcio Associazione Sportiva Roma Associazione Calcio Torino Associazione Sportiva Ambrosiana-Inter |
| Ungaria      | Hungária Futball Club Magyar Testgyakorlók Köre Ujpest Football Club Ferencvaros Football Club FC Phobus Budapesta             |
| Cehoslovacia | Athletic Club Sparta Sportovní klub Slavia Praha SK Prostějov Sportovní klub Zedenice Brno                                     |
| Elveția      | Lausanne-Sports Young Fellows Zürich Grasshopper Club Zürich Fussballclub Bern 1894                                            |